# Конституция Арубы
Конституция Арубы (нидерл. Staatsregeling) — высший нормативный правовой акт Арубы, принятая парламентом Арубы I-го созыва 1 января 1986 года, дав частичную независимость Аруба от Нидерландских антильских островов и предоставив широкую автономию самим Арубам в составе Нидерландов.
Конституция провозглашает Арубу демократическим государственным образованием с высшей властью премьер-министра и парламента, при этом назначаемого королём Нидерландов губернатора на шестилетний срок.
По конституции прмьер-министр возглавляет правительство, принимает и подписывает законы от парламента и Совета министров.
Парламент Арубы обладает широкими законодательными полномочиями, являясь высшим законодательным органом власти.
Совет министров Арубы и Король Нидерландов — высший исполнительный орган власти.
Суд справедливости Арубы и Верховный суд Нидерландов — высший орган судебной власти.